# Fenestraria
Fenestraria és un monotípic gènere de plantes suculentes pertanyent a la família Aizoaceae. Aquesta espècie se l'anomena "planta finestra". F. rhopalophylla és nadiua de Namíbia i Namaqualand a Sud-àfrica.
En cada fulla hi ha una àrea transparent, com una finestra pel que el seu nom en llatí es refereix a la mateixa: fenestra. Aquesta planta es troba sovint coberta per la sorra i les seves fulles transparents permeten que li arribe la llum per a la fotosíntesi. La planta creix en terrenys sorrencs amb menys de 100 mm de pluja anuals.
Fenestraria rhopalophylla sembla similar a Frithia pulchra, encara que les seves fulles són diferents. Fenestraria rhopalophylla té flors grogues, comparades amb les flors roses de Fenestraria pulchra.